# 416 Vaticana
416 Vaticana là một tiểu hành tinh lớn ở vành đai chính. Nó được Auguste Charlois phát hiện ngày 4.5.1896 ở Nice và được đặt theo tên đồi Vatican ở Roma.